# Адамович, Славомир Генрихович
Славоми́р Ге́нрихович Адамо́вич (бел. Славамір Генрыхавіч Адамовіч, род. 8 марта 1962, Унежма, Онежский район Архангельской области) — белорусский поэт и общественный деятель.

## Биография
В раннем возрасте с родителями переселился в Будслав Мядельского района Минской области, где окончил школу. Работал на различных промышленных и сельскохозяйственных предприятиях, а также на железной дороге.
Окончил филологический факультет Белорусского государственного университета в 1992 году, в 1991—1995 работал в «Настаўніцкай газеце» («Учительской газете»).
Член партии БНФ (с 1993 г.). Создатель и лидер белорусской праворадикальной группы «Правый реванш» (1994 г.).
С 4 апреля 1996 по 7 февраля 1997 Адамович находился под арестом за написанное им в ноябре 1995 года стихотворение «Убей президента». Ему инкриминировались призывы к свержению или изменению государственного строя, незаконное пересечение границы и незаконное ношение холодного оружия.
Во время одной из оппозиционных уличных акций в 1997 году Адамович публично зашил себе рот.
С 1999 года — член Союза белорусских писателей.
С 2000 года временно эмигрировал в США; работал в Нью-Йорке на стройках. С 2003 года — в эмиграции в Норвегии, где он попросил политического убежища.
В мае 2009 года стало известно, что Адамович подал документы в белорусское посольство в Швеции на получение проездного документа для возвращения из эмиграции В июле 2009 года Адамович уже находился в Беларуси.
В 2010 году во время участия в минском митинге против результатов президентских выборов 19 декабря 2010 года был задержан и получил 15 суток административного ареста по статье 23.34 части 1 КоАП РБ («нарушение порядка организации и проведения массовых мероприятий»).
В марте 2019 года стал фигурантом уголовного дела о краже со взломом. В ноябре 2018 года Адамович взломал дачу в деревне Цегельня Пуховичского района и в течение месяца вынес из дома и сарая более 30 предметов стоимостью около 300 белорусских рублей, в том числе мебель, одежду, посуду, инструменты и ёлочные игрушки. Хотя ранее Адамович заявлял, что «дело сфабриковано и имеет политический подтекст», на суде он полностью признал свою вину, попросил у хозяина дачи прощения и вернул ему большинство пропавших вещей, кроме двух картин, которые он сжёг в печи, и электродвигателя, кражу которого он отрицал; кроме того, Адамович поломал похищенный музыкальный проигрыватель. По словам подсудимого, он считал дачу заброшенной, а преступление совершил, чтобы «получить психологическую разрядку». 22 марта суд приговорил Адамовича к 2 годам ограничения свободы без направления в места заключения.

## Политические взгляды
Адамович имеет правые, националистические взгляды. Является противником политики Александра Лукашенко. Считает Россию потенциальным агрессором и угрозой независимости Беларуси, и для защиты от России видит необходимость в создании белорусских парамилитарных организаций по образцу украинских. Считает, что «на ближайшие 100 лет с Россией нужно установить границу с контрольно-следовой полосой». Полностью поддерживает Украину в противостоянии с Россией.
Комментируя теракты в Норвегии, совершённые Андерсом Брейвиком, Адамович заявил, что они были естественным следствием таких проблем, как наплыв мусульманских иммигрантов и их проблем с интеграцией, погоней коренных норвежцев за высоким уровнем жизни и их низкой рождаемостью. Адамович осудил теракты, но сказал, что Брейвик является не психически больным, а «нормальным адекватным человеком и гражданином», который «не видел иной возможности донести свои мысли» до норвежского общества. Адамович также заявил, что имеет похожие взгляды, но «борется словом».